# École supérieure de sciences de l'éducation de Haute-Silésie
L’École supérieure de sciences de l’éducation de Haute-Silésie à Mysłowice (en polonais Górnośląska Wyższa Szkoła Pedagogiczna imienia Kardynała Augusta Hlonda w Mysłowicach, GWSP) est un établissement polonais d'enseignement supérieur et de recherche privé accrédité par le ministère polonais chargé des universités, qui a son siège à Mysłowice, dans la région urbaine de Katowice (voïvodie de Silésie).
L'établissement a été créé en 1995. Il a son nom actuel depuis 2002, s'étant placé sous le patronage du cardinal August Hlond, primat de Pologne de 1926 à 1948, originaire de Mysłowice.
Il accueille aussi bien des étudiants en formation initiale que des personnes en formation continue. En 2010, il comptait 1 551 étudiants réguliers.
Il propose des diplômes dans les spécialisations suivantes :
- sciences de l'éducation (pedagogika et pedagogika specjalna) - licence et master,
- santé publique (zdrowie publiczne) - licence,
- travail social (praca socjalna et polityka społeczna) - licence.

Une antenne située à Chorzów a été ouverte en sciences de l'éducation (licence).
Au sein de l'établissement, fonctionnent une université du troisième âge et une Akademia Genius destinée aux enfants.
La chorale Tota Anima Cantate rassemble étudiants et enseignants.
- Recteur :  Mirosław Wójcik - directrice-fondatrice : Urszula Kontny

## Coopération internationale
L'établissement coopère avec des écoles et universités de plusieurs pays étrangers, notamment :
- France : École supérieure en travail éducatif et social (ESTES) de Strasbourg[4],
- Espagne : Universitat de les Illes Balears (Palma),
- Hongrie : Eötvös Loránd Tudományegyetem (ELTE) de Budapest,
- Lituanie : Kauno kolegija (lt) à Kaunas,
- République tchèque : Ostravská univerzita v Ostravĕ à Ostrava,
- Slovaquie : Trnavská univerzita v Trnave à Trnava,
- Ukraine : Institut de psychologie de l'Académie de sciences de l'éducation de Kiev.